# Ix-Xagħra tal-Kortin
Ix-Xagħra tal-Kortin este o arie protejată (arie specială de conservare — SAC, sit de importanță comunitară — SCI) din Malta întinsă pe o suprafață de 12,44 ha, integral pe uscat.

## Localizare
Centrul sitului Ix-Xagħra tal-Kortin este situat la coordonatele 35°57′25″N 14°23′24″E / 35.9569°N 14.3901°E.

## Înființare
Situl Ix-Xagħra tal-Kortin a fost declarat sit de importanță comunitară în aprilie 2004 pentru a proteja un număr necunoscut de specii din flora spontană și fauna sălbatică aflate în arealul zonei. Situl a fost protejat și ca arie specială de conservare în decembrie 2016.

## Biodiversitate
Situată în ecoregiunea mediteraneană, aria protejată conține 7 habitate naturale: Faleze cu vegetație de Limonium spp. endemic de pe coastele mediteraneene, Iazuri temporare mediteraneene, Tufărișuri termo-mediteraneene și de pre-deșert, Phrygana din Mediterana de Vest de pe vârfurile falezelor (Astragalo-Plantaginetum subulatae), Pante stâncoase calcaroase cu vegetație casmofită, Păduri de Olea și Ceratonia, Păduri de pin mediteraneene cu pini mezogeni endemici.
La baza desemnării sitului se află un număr nedeclarat de specii protejate.